# Christian Kinkela
Christian Kinkela Fuanda, né le 25 mai 1982 à Kinshasa, est un footballeur international congolais qui évolue au poste de milieu de terrain.

## Biographie
Chez les jeunes, il a principalement porté les couleurs du Red Star 93 dès la saison 1994-1995 en moins de 13 ans. Il le quitte en 2001 pour rejoindre le Stade Lavallois où il joue avec l'équipe réserve en CFA2. 
Il est international congolais depuis 2005. Il a participé à la Coupe d'Afrique des nations 2006 avec l'équipe de République démocratique du Congo.
Lors de la saison 2010-2011, il participe à la montée de l'AC Ajaccio en Ligue 1 en obtenant la 3e place au classement. Il marque neuf buts en championnat et délivre huit passes décisives. Le magazine France Football le désigne dans l'équipe type de Ligue 2 à la fin de la saison. 
Lors de la saison 2011-2012 en L1, Christian Kinkela participa à 29 matchs de championnat, marqua 3 buts et verra le maintien du club Corse dans l'élite du foot français. 
Le 22 août 2012, il effectue un essai de deux jours avec le Stade brestois, mais le club souhaitant d'abord dégraisser avant de recruter, le joueur ne signe donc pas de contrat. Le 20 octobre 2012, il signe pour deux saisons en faveur de Sedan. Le 23 janvier 2013, il résilie à l'amiable son contrat qui courait jusqu'en 2014.
Le 4 août 2014, Kinkela est de retour au Paris FC. Cependant, au bout d'une saison et demie, le club annonce le 26 janvier 2016 qu'il ne fait plus partie de l'effectif. Il s'engage alors avec le club de deuxième division belge du Royal White Star Bruxelles.
Libre à l'été 2016, il s’entraîne avec l'équipe de Romorantin, évoluant en CFA, le Red Star puis le FC Chambly. L'essai se révèle concluant avec ces derniers, le club de National lui propose alors un contrat en janvier 2017.
Le 31 janvier 2018, il s'engage avec le club de Romorantin qui évolue en Nationale 2.
Pour la saison 2018-2019, il a joué au SM Caen avec la réserve en début de saison.
Après avoir débuté la saison 2019-2020 avec le FC Noisy Le Grand (Seine-Saint-Denis, N3 IDF), Christian a fini la saison avec l'AS Muretmais dans le championnat Occitanie N3.
Il commence la saison 2021-2022 au Jura Dolois en N3 de Franche-Comté.
Il décide d'aller dans un projet sportif complètement différent de ceux qu'il a connu au par avant. Il rejoint le club du HCS Caucriauville qui est en R1. Il joue un poste de piston droit et met ces qualités de joueur en avant pour tenter la monter en N3.
Il a mis un terme à sa carrière de joueur et il se consacre au passage des diplômes pour entraîner. 

## Galerie

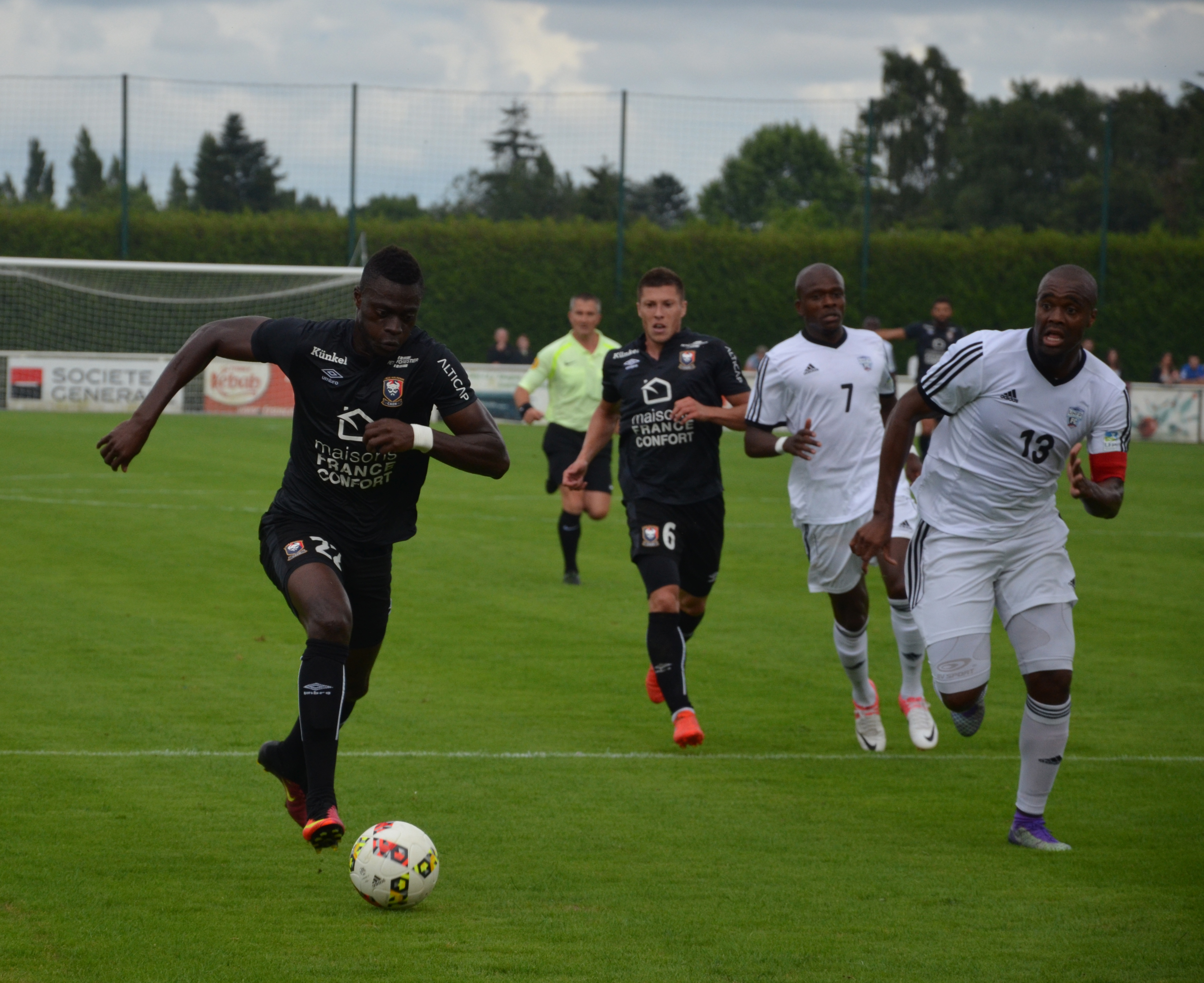
Kinkela avec l'UNFP en 2016 face au SM Caen.
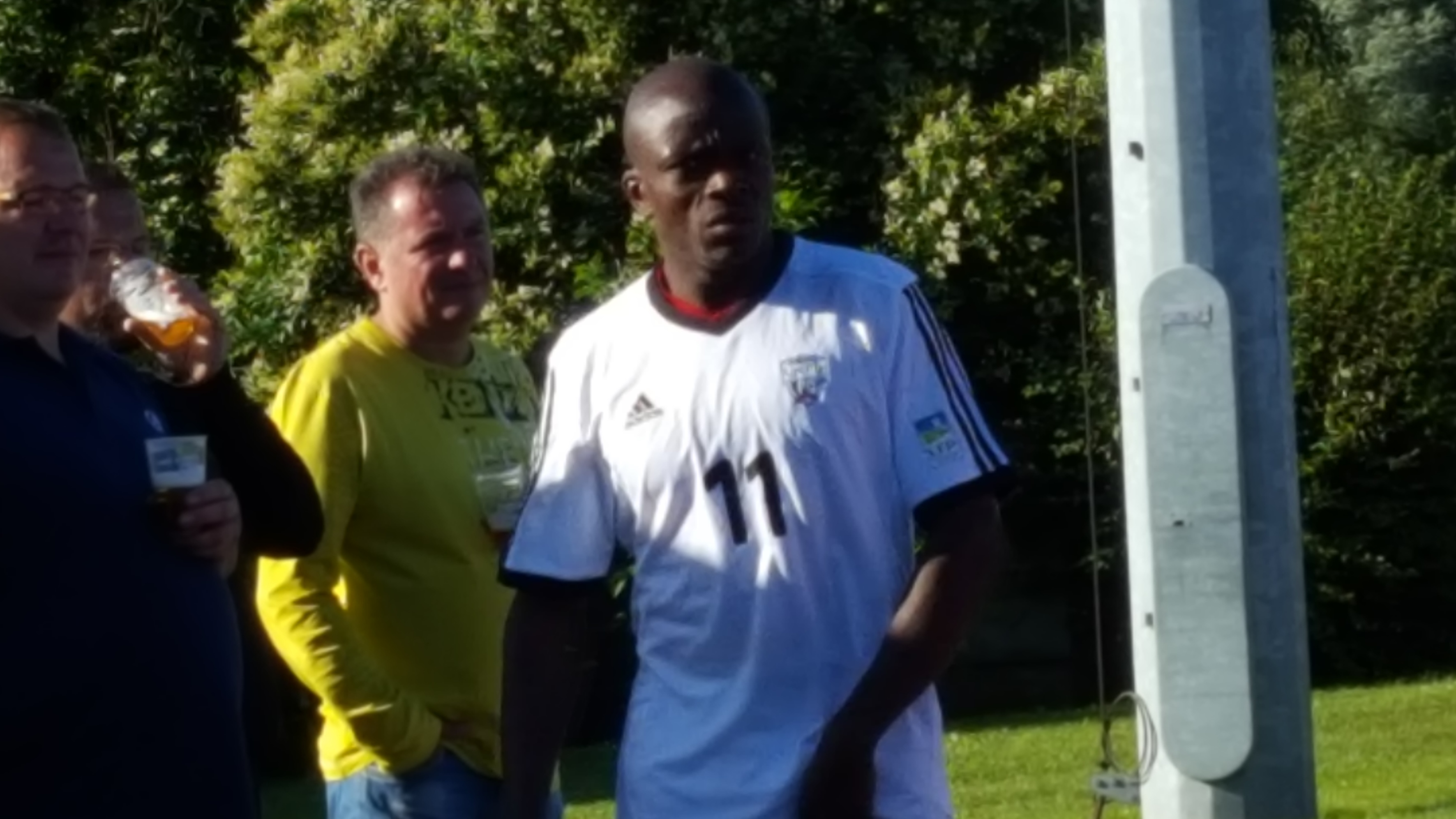
Kinkela en juillet 2016 avec l'UNFP.
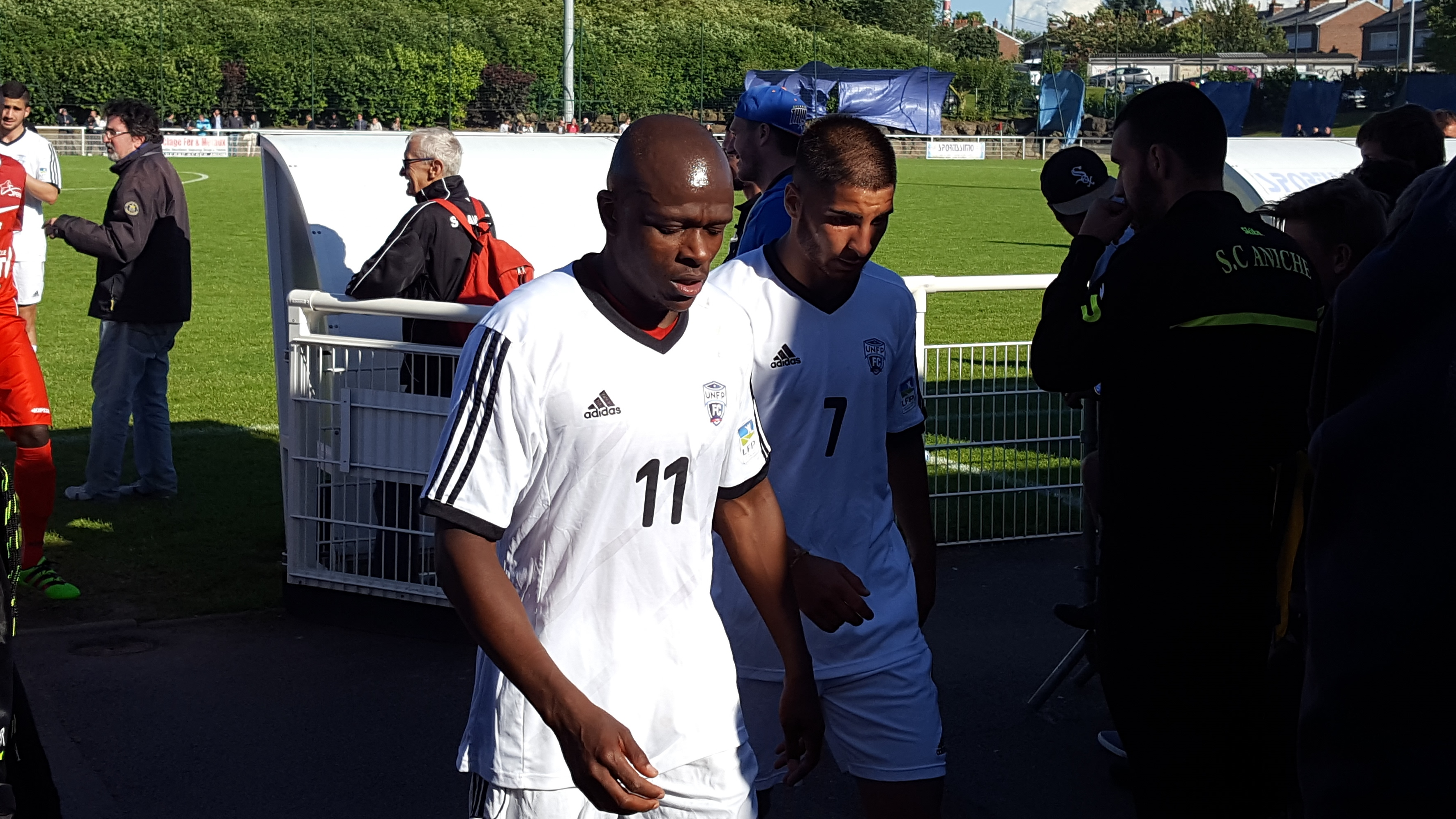
Kinkela face au Valenciennes FC en 2016.

## Carrière
| Saison                | Club                  | Championnat           | Championnat | Championnat | Coupe nationale | Coupe nationale | Coupe de la Ligue | Coupe de la Ligue | RD Congo | RD Congo | Total | Total |
| Saison                | Club                  | Division              | M.          | B.          | M.              | B.              | M.                | B.                | M.       | B.       | M.    | B.    |
| 2002-2003             | Tours FC              | CFA                   | 25          | 2           | 3               | 0               | -                 | -                 | -        | -        | 28    | 2     |
| 2003-2004             | Union Saint-Gilloise  | Division 3            | 9           | 0           | -               | -               | -                 | -                 | -        | -        | 9     | 0     |
| 2004-2005             | RC Paris              | National              | 29          | 2           | -               | -               | -                 | -                 | 2        | 0        | 31    | 2     |
| 2005-2006             | Amiens SC             | Ligue 2               | 19          | 1           | -               | -               | 2                 | 1                 | 8        | 0        | 29    | 2     |
| 2006-2007             | Amiens SC             | Ligue 2               | 24          | 2           | 2               | 1               | 1                 | 0                 | 4        | 1        | 31    | 4     |
| 2007-2008             | Paris FC              | National              | 17          | 7           | 2               | 0               | -                 | -                 | 1        | 0        | 20    | 7     |
| 2007-2008             | US Boulogne           | Ligue 2               | 15          | 3           | -               | -               | -                 | -                 | -        | -        | 15    | 3     |
| 2008-2009             | US Boulogne           | Ligue 2               | 12          | 1           | 4               | 2               | -                 | -                 | -        | -        | 16    | 3     |
| 2009-2010             | AC Ajaccio            | Ligue 2               | 35          | 9           | 4               | 1               | 1                 | 0                 | 4        | 0        | 44    | 10    |
| 2010-2011             | AC Ajaccio            | Ligue 2               | 35          | 6           | 1               | 0               | 4                 | 2                 | 5        | 0        | 45    | 8     |
| 2011-2012             | AC Ajaccio            | Ligue 1               | 29          | 3           | 2               | 1               | 1                 | 0                 | 4        | 0        | 36    | 4     |
| 2012-2013             | CS Sedan Ardennes     | Ligue 2               | 8           | 0           | 3               | 1               | -                 | -                 | -        | -        | 11    | 1     |
| 2012-2013             | Moreirense FC         | Liga ZON Sagres       | 8           | 0           | -               | -               | -                 | -                 | -        | -        | 8     | 0     |
| 2013-2014             | LB Châteauroux        | Ligue 2               | 25          | 3           | 1               | 0               | 1                 | 0                 | -        | -        | 27    | 3     |
| 2014-2015             | Paris FC              | National              | 22          | 8           | 4               | 1               | -                 | -                 | -        | -        | 26    | 9     |
| 2015-2016             | Paris FC              | Ligue 2               | 13          | 1           | 1               | 0               | 1                 | 1                 | -        | -        | 15    | 2     |
| 2015-2016             | White Star Bruxelles  | Proximus League       | 4           | 0           | -               | -               | -                 | -                 | -        | -        | 4     | 0     |
| 2016-2017             | FC Chambly Oise       | National              | 14          | 1           | 1               | 0               | -                 | -                 | -        | -        | 15    | 1     |
| 2017-2018             | FC Chambly Oise       | National              | 5           | 0           | 2               | 2               | -                 | -                 | -        | -        | 7     | 2     |
| Total sur la carrière | Total sur la carrière | Total sur la carrière | 348         | 49          | 30              | 9               | 11                | 4                 | 28       | 1        | 417   | 63    |

Total en France
- 29 matchs (3 buts) en Ligue 1.
- 186 matchs (26 buts) en Ligue 2.
- 85 matchs (18 buts) en National.

Dernière mise à jour : 4 janvier 2018

### But international
| N° | Date       | Sélection | Lieu                                                          | Adversaire | Évolution du score | Résultat | Compétition            |
| -- | ---------- | --------- | ------------------------------------------------------------- | ---------- | ------------------ | -------- | ---------------------- |
| 1  | 03/09/2006 | 11        | Stade des Martyrs, Kinshasa, République démocratique du Congo | Namibie    | 3-2                | 3-2      | Eliminatoires CAN 2008 |